# Estandarte presidencial de Turquía
El Estandarte Presidencial de Turquía es la bandera oficial que representa al presidente de Turquía en su calidad de jefe de estado y comandante en jefe de las Fuerzas Armadas de Turquía. Esta distintiva bandera, también conocida como la bandera presidencial, simboliza la autoridad y la dignidad inherentes al cargo del presidente.

## Historia
El uso de un estandarte presidencial en Turquía se remonta a la fundación de la República de Turquía en 1923. Inicialmente, el estandarte presidencial tenía un diseño similar a la bandera nacional de Turquía, con la adición de un fleco dorado en los bordes para diferenciarlo de la bandera nacional. El primer documento que reguló oficialmente el estandarte presidencial fue el Reglamento sobre la Bandera promulgado el 22 de octubre de 1925 en que se estableció su definición formal.
El origen del escudo y emblema utilizados actualmente se atribuye a Hüsnü Tengüz grabador jefe de la imprenta naval. Por orden de Mustafa Kemal Atatürk, se solicitó la creación de un escudo presidencial. La petición fue transmitida desde la sastrería militar de Estambul a la imprenta naval.
El 29 de mayo de 1936, se promulgó la Ley N.º 2994 sobre la bandera de Turquía y el 14 de septiembre de 1937 se aprobó el Reglamento N.º 2/7175 sobre la bandera de Turquía. En el anexo citado en el artículo 36 de este reglamento, se estableció que los rayos solares del estandarte presidencial debían ser diez en cada conjunto (diez óvalos y diez puntiagudos). Las dimensiones del estandarte fueron fijadas en 70 cm × 70 cm. Las dimensiones del estandarte son 70 cm × 70 cm.
Posteriormente, con un reglamento adicional al reglamento sobre la bandera de Turquía las dimensiones del estandarte se modificaron a 30 cm × 30 cm. Con la entrada en vigor del reglamento de modificación del reglamento sobre la bandera de Turquía, el 18 de febrero de 1978 se introdujeron dos nuevos cambios: los rayos del sol en el centro del estandarte se reorganizaron en 8 rayos largos y 8 cortos dispuestos de manera alterna (uno largo seguido de uno corto).
El estandarte actual se utiliza conforme al artículo 28 del reglamento sobre la bandera de Turquía promulgado el 25 de enero de 1985 y numerado 85/9034, así como al modelo oficial referido en el artículo. La interpretación según la cual el sol en el estandarte presidencial representa la República de Turquía y las 16 estrellas simbolizan los estados túrquicos independientes fue propuesta por primera vez en 1969 por el oficial cartógrafo Akîp Özbek en su libro El estandarte presidencial de Turquía y su significado. Esta interpretación fue aceptada oficialmente con el tiempo. Sin embargo, han surgido otras teorías especialmente sobre las 16 estrellas. Según una hipótesis, 9 de las 16 estrellas representan los 9 estandartes utilizados por los antiguos turcos de Asia Central mientras que las 7 estrellas restantes simbolizan los 7 estandartes empleados por los turcos de Anatolia sumando un total de 9+7=16.

Versión representada en la enciclopedia de banderas Flaggenbuch de 1939
Dimensiones históricas hasta 2012

## Diseño y simbolismo
El estandarte presidencial de Turquía presenta un campo rojo con una media luna y estrella blancas en el centro. La media luna y estrella son símbolos tradicionales de la identidad turca y tienen profundas raíces en la historia y cultura del país. El fondo rojo simboliza el valor, la valentía y la sangre derramada por los defensores de la nación a lo largo de la historia.
El emblema de la media luna y estrella está ubicado de manera prominente en el centro de la bandera con la estrella apuntando hacia arriba y la media luna orientada hacia la derecha. Esta orientación de la media luna y estrella es coherente con el diseño de la bandera nacional de Turquía que también incorpora estos símbolos.
El artículo 27 del "Reglamento sobre la Bandera de Turquía" numerado 85/9034 y fechado el 25 de enero de 1985, establece oficialmente las dimensiones del estandarte presidencial según lo especificado por el Gabinete de Turquía.
| Elemento              | Explicación | Explicación | Medida     |
| --------------------- | ----------- | --- | ---------- |
| Media luna y estrella | A           | Distancia desde el círculo exterior de la luna hasta el cenit                                                           | G/4        |
| Media luna y estrella | B           | Diámetro del círculo exterior de la luna                                                                                | G/2        |
| Media luna y estrella | C           | Distancia entre los centros de los círculos exterior e interior de la luna                                              | G/16       |
| Media luna y estrella | D           | Diámetro del círculo interior de la luna                                                                                | G/2.5      |
| Media luna y estrella | E           | Distancia del círculo de la estrella hasta el punto donde intersecta el eje en dirección al círculo interior de la luna | G/3        |
| Media luna y estrella | F           | Diámetro del círculo de la estrella                                                                                     | G/4        |
| Ancho                 | G           | Lado corto de la bandera                                                                                                | G          |
| Largo                 | Ğ           | Lado largo de la bandera                                                                                                | G*1.5      |
| Sello                 | H           | Distancia desde el centro del sol hasta el cenit                                                                        | G/5.3333   |
| Sello                 | I           | Distancia desde el centro del sol hasta el borde superior                                                               | G/5.3333   |
| Sello                 | J           | Diámetro del círculo en el centro del sol                                                                               | G/12.17656 |
| Sello                 | K           | Diámetro del círculo que pasa por los extremos de los 8 rayos cortos del sol                                            | G/7.557864 |
| Sello                 | L           | Diámetro del círculo que pasa por los extremos de los 8 rayos largos del sol                                            | G/6        |
| Sello                 | M           | Diámetro del círculo que pasa por los centros de las estrellas pequeñas                                                 | G/4.31872  |
| Sello                 | N           | Diámetro del círculo de las estrellas pequeñas (16 unidades)                                                            | G/30       |

Construcción gráfica de la bandera

Construcción gráfica del emblema

Los colores negro exacto, dorado y rojo a utilizar en el emblema están especificados conforme a las regulaciones oficiales.
| Nombre             | PMS   |   | RGB | RGB | RGB       | RGB     | CMYK | CMYK | CMYK | CMYK |
| Nombre             | PMS   | R | G   | B   | 8-bit hex | C       | M    | Y    | K    |      |
| ------------------ | ----- | - | --- | --- | --------- | ------- | ---- | ---- | ---- | ---- |
| Negro              |       |   | 0   | 0   | 0         | #000000 | 0    | 0    | 0    | 100  |
| Lámina de Oro Mate |       |   | 192 | 181 | 68        | #C0B544 | 18   | 23   | 71   | 8    |
| Rojo Pantone       | 032 C |   | 242 | 0   | 0         | #F20000 | 5    | 100  | 100  | 0    |

## Uso y protocolo
El estandarte presidencial de Turquía se exhibe siempre que el presidente esté presente en ceremonias, eventos o actos oficiales. También se iza en edificios oficiales, residencias y vehículos asociados con la presidencia.
Según el protocolo, el estandarte presidencial recibe el mismo nivel de respeto y reverencia que la bandera nacional de Turquía. Es saludado por el personal militar y los civiles como símbolo del cargo más alto del país.

## Símbolos relacionados
Además del estandarte presidencial, el presidente de Turquía puede utilizar otros símbolos y emblemas para representar su cargo y autoridad. Entre ellos se encuentra el sello presidencial utilizado en documentos y comunicaciones oficiales, así como otros emblemas nacionales que incluyen la media luna y estrella junto con otros símbolos representativos de Turquía.

## Galería

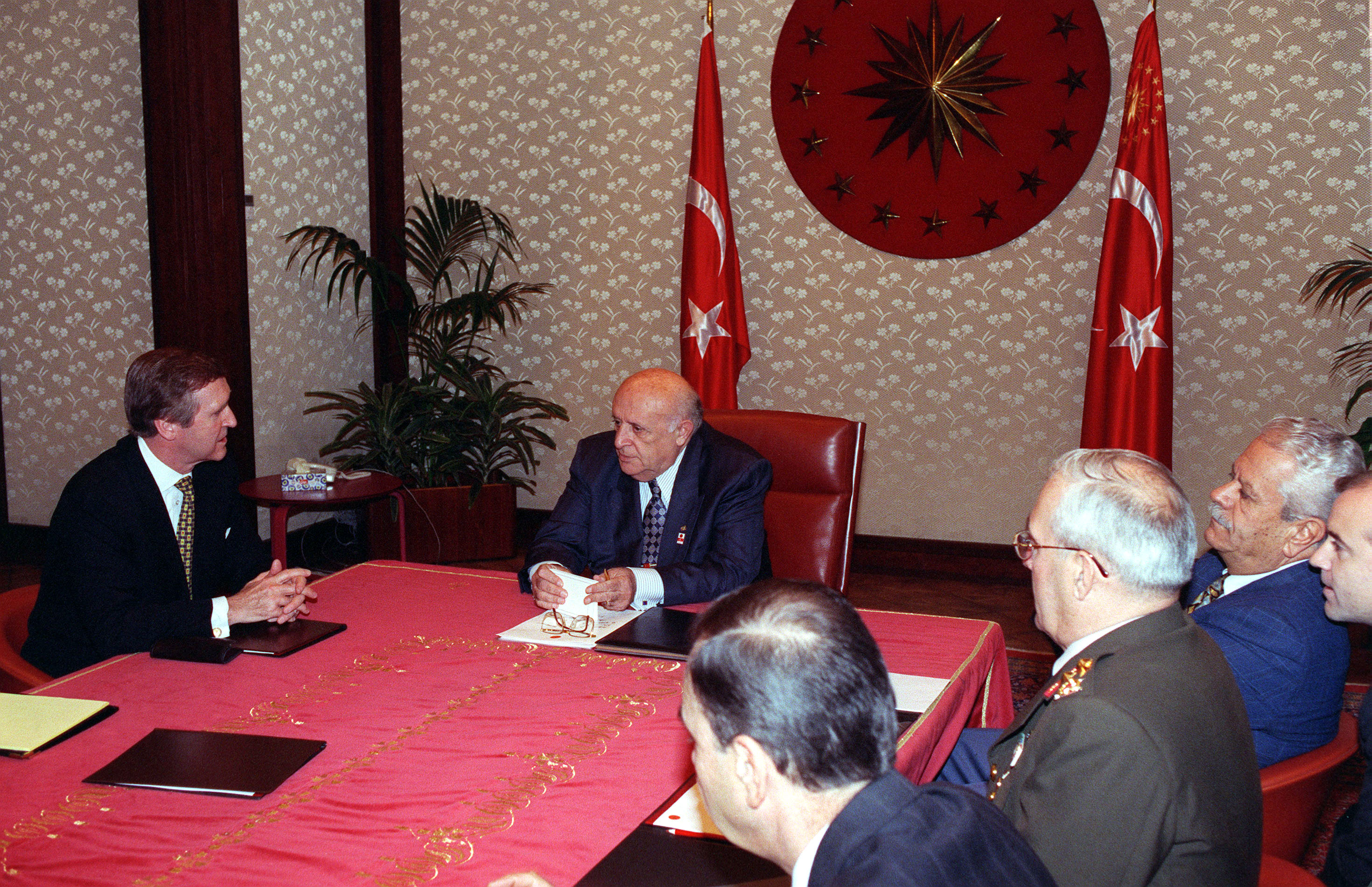
La bandera de Turquía y el estandarte presidencial detrás del 9.º presidente Süleyman Demirel.
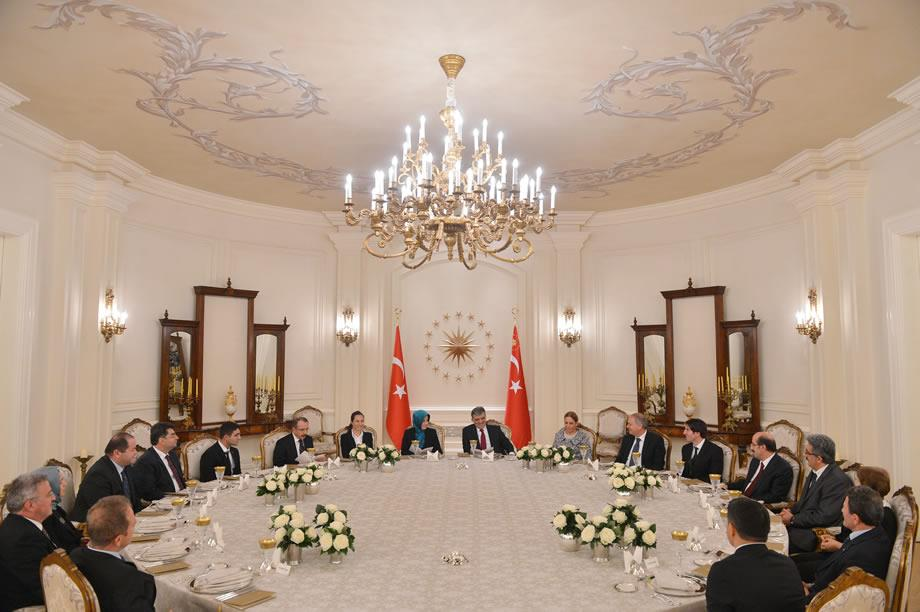
La bandera de Turquía y el estandarte presidencial detrás del 11.º presidente Abdullah Gül.
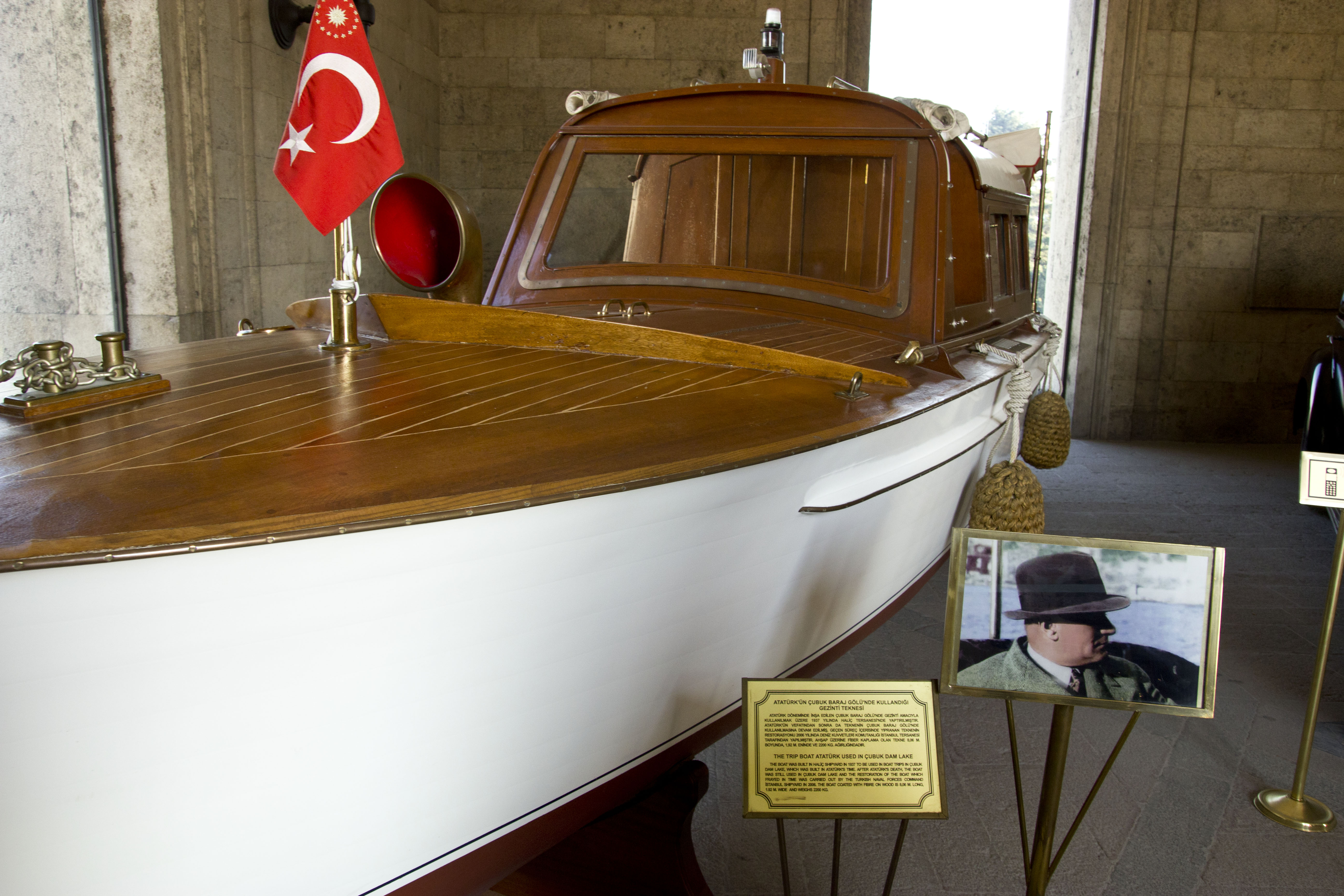
El estandarte presidencial colgado en el yate de Mustafa Kemal Atatürk.
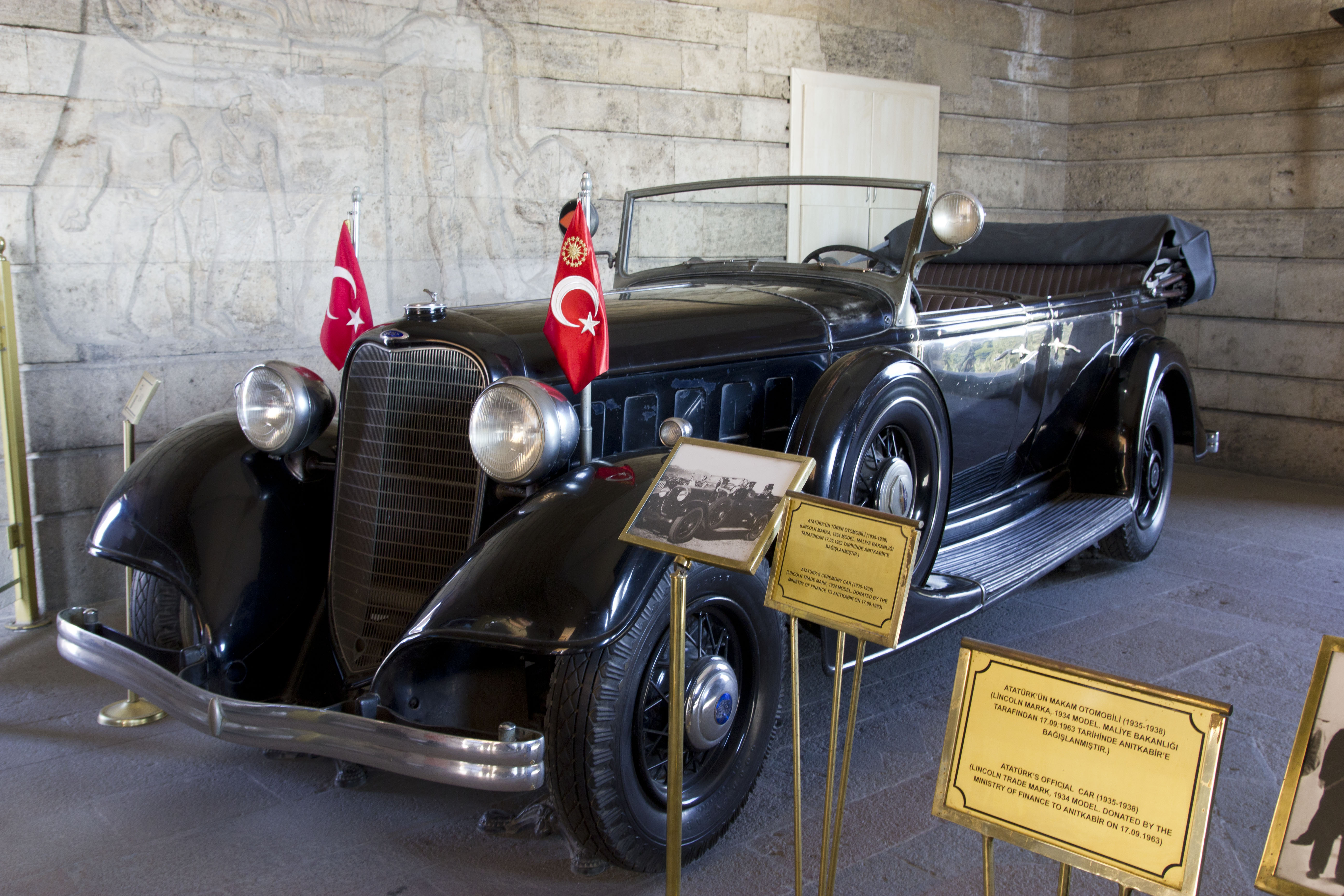
La bandera de Turquía y el estandarte presidencial colgados en el vehículo oficial de Atatürk.
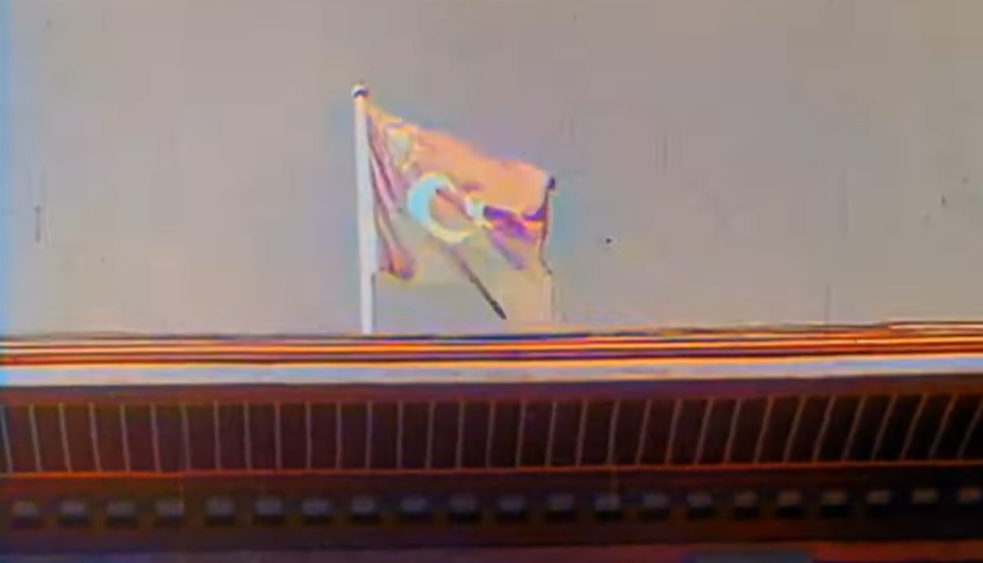
El estandarte presidencial izado en el edificio del parlamento durante la apertura de la Gran Asamblea Nacional de Turquía por Atatürk en 1937.